# Aaron Johnson (musicista)
Aaron Johnson (8 febbraio 1977) è un produttore discografico e musicista statunitense, famoso per aver prodotto i primi due album in studio del gruppo musicale The Fray.

## Biografia
Nato nello stato del Maryland, cresce a San Clemente, in California, e frequenta il California Institute of the Arts. Dal 1999 al 2001 vive a Denver, nel Colorado, per poi spostarsi a New York. Comincia la sua carriera musicale suonando la tuba e il trombone per vari artisti jazz, sino ad entrare stabilmente a far parte di band come Antibalas e Cordero. Il suo primo lavoro da produttore è l'EP Reason, degli allora esordienti The Fray. Nel 2005 produce anche il loro album di debutto, How to Save a Life, che vende oltre 5 milioni di copie e viene candidato a 4 Grammy Awards quell'anno. Successivamente produce anche il loro successivo album, omonimo, co-produce l'album Hear Me Now di Secondhand Serenade e lavora alla composizione e al mixaggio di brani di artisti come Alpha Rev e Cartel.
Nel 2008 torna a vivere in California, dove tiene il suo studio di produzione e mixaggio a Laurel Canyon.